# Charles II de Wurtemberg
Charles II Eugène de Wurtemberg, né le 11 février 1728 à Bruxelles et mort le 24 octobre 1793 à Hohenheim, est duc de Wurtemberg et comte de Montbéliard de 1737 à 1793, de la maison de Wurtemberg. Il est un mécène éclairé, ami des créateurs.

## Origines et vie familiale

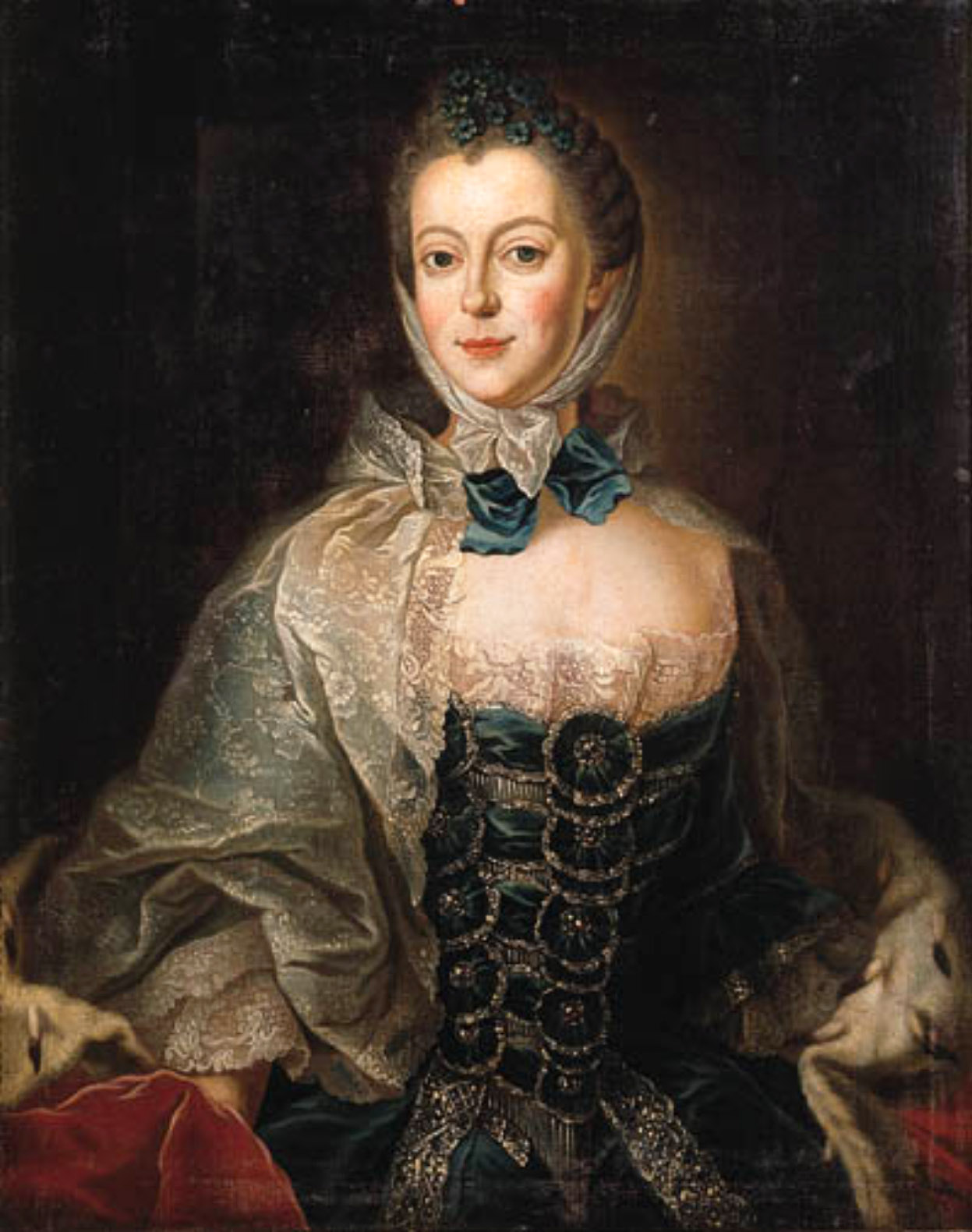
La duchesse Élisabeth, nièce du roi de Prusse

Il est l'aîné des fils de Charles-Alexandre de Wurtemberg et de Marie-Auguste von Thurn und Taxis.
Passant son enfance à la cour du roi Frédéric II de Prusse, il y reçoit notamment des leçons de musique de Carl Philipp Emanuel Bach, lequel lui dédiera en 1744 des sonates pour clavier.
Il épouse en 1748 Élisabeth-Frédérique-Sophie de Brandebourg-Bayreuth (1732-1780), fille de Frédéric de Brandebourg-Bayreuth et nièce du roi Frédéric II de Prusse, vantée par Giacomo Casanova comme étant « la plus belle fille d'Europe ». Un enfant est né en 1750 de cette union, Frédérique de Wurtemberg, mort un an plus tard. Le couple se sépara de corps en 1754.
En 1785, Charles II de Wurtemberg épouse en secondes noces Françoise von Hohenheim, l'union reste sans postérité.

## Histoire de son règne
Charles-Eugène succéda à son père Charles-Alexandre en 1737. N'ayant que neuf ans, il est mis sous tutelle de sa mère et du duc Charles-Rodolphe de Wurtemberg-Neuenstadt, son plus proche parent. Déclaré majeur par l'empereur François Ier en 1744, Charles-Eugène prend en main ses États de Wurtemberg et la principauté. 
Jeune et inexpérimenté, il se révèle incapable de faire face aux menées de la France, il abandonne les droits souverains de sa maison sur toutes les seigneuries qui dépendent du comté de Montbéliard. Il conclut à Versailles le 10 mai 1748 avec le roi Louis XV un traité en ces termes : 
« Le roi de France consent à la levée du séquestre mis de sa part en 1723 sur les Terres d’Héricourt, de Châtelot, de Blamont et de Clémont et sur les seigneuries de Granges, de Clerval et de Passavant situées en Franche-Comté, comme sur celles de Horbourg et de Riquewihr, situées en Alsace, provenant toutes de la succession du prince Léopold-Eberhard, et il accorde au duc de Wurtemberg, comte de Montbéliard, la possession pleine et entière des neuf seigneuries historiques pour les tenir et en jouir avec leurs droits et prérogatives. De son côté le duc de Wurtemberg, pour lui et ses successeurs reconnaît la souveraineté du roi de France, sur toutes les terres et seigneuries ayant appartenu à sa maison, et il s’engage à prêter ou à faire prêter par des officiers dûment autorisés, foi et hommage au roi. Par ailleurs, le roi consent au maintien de la tolérance de la religion protestante dans les Quatre Terres où elle est professée, entendu que tout ce qui serait fait de contraire au principe de cette tolérance serait illicite.  »
Les Quatre Terres, Héricourt, Châtelot, Blamont et Clémont étaient réunies à la France. En cet instant, la principauté fut réduite comme peau de chagrin ; elle ne comptait plus que 56 localités. Le duc Charles-Eugène de Wurtemberg fit donc prêter à Besançon par un fondé de pouvoir, serment au roi pour les seigneuries situées en Franche-Comté, comme il le fit à Colmar pour les seigneuries d'Horbourg et de Riquewihr situées en Alsace. Désormais, toutes les dépendances et fiefs ayant appartenu à la maison de Wurtemberg étaient sans restriction sous l'administration de la France, donc dégagés du Saint-Empire.
En compensation, le duc recouvrait ses droits et revenus seigneuriaux des terres d’Héricourt, de Châtelot, de Blamont et de Clémont, ainsi que ceux des autres terres mentionnées dans le traité. En vertu du traité de 1748, la France aurait aussi dû lui rendre le château de Blamont ; elle le garda entre ses mains parce qu’elle le jugeait susceptible par sa position, d’être un poste militaire important.
En ce temps-là, le paysage de Montbéliard se modifiait ; avec la disparition des remparts qui avait été démolis 75 ans plus tôt, de nouvelles rues, de nouvelles bâtisses voyaient le jour. Une partie du château fut rénovée sur l'initiative du baron de Gemmingen, gouverneur de la principauté ; il fit reconstruire l'antique Châtel-Derrière. 
Mais le train de vie de Charles-Eugène, duc de Wurtemberg et comte de Montbéliard était énorme. Constamment endetté, il faisait des emprunts auprès de personnages complaisants. Voltaire, homme de lettres, bon courtisan mais aussi philosophe et fort avisé en affaires, lui fit un prêt d'argent considérable. Charles-Eugène ne pouvant honorer ses dettes, faillit bien lui offrir le château de Montbéliard en compensation. Voltaire mourut en 1778 avant que le prince ne puisse éponger le reliquat de ses dettes.

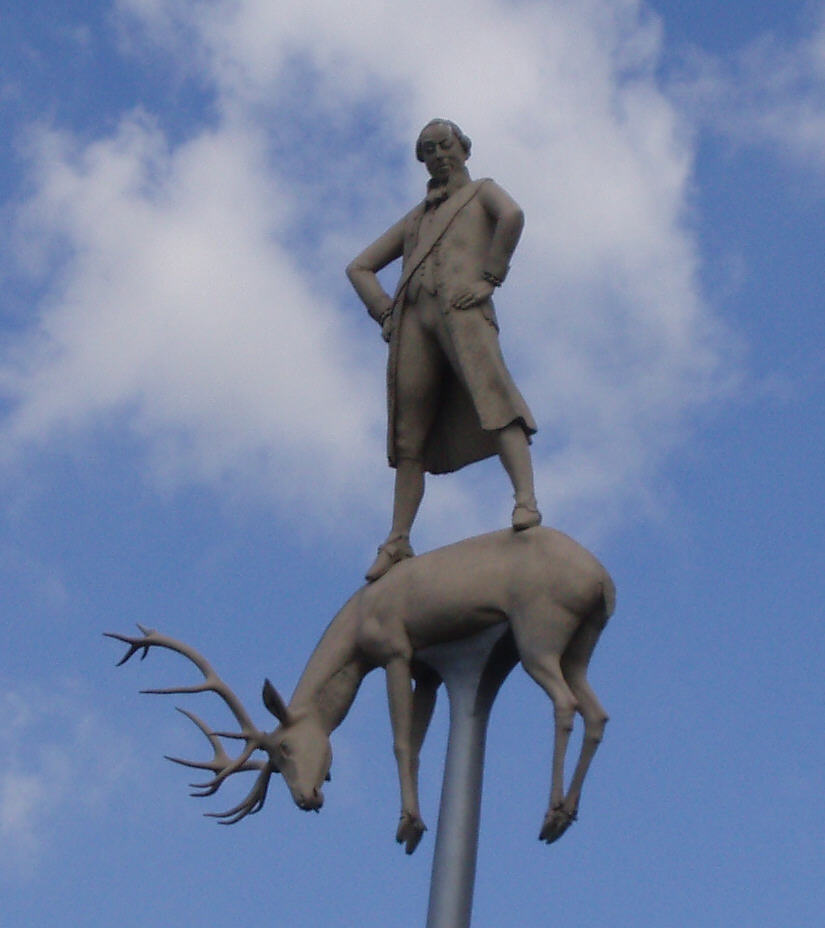
Peter Lenk, Charles II Eugène de Wurtemberg, bronze.

En juillet 1769, la cité vit l'arrivée du prince Frédéric-Eugène de Wurtemberg, frère du prince régnant. Depuis le décès de Léopold-Eberhard en 1723, aucun des membres de la famille de Wurtemberg n'était venu résider à Montbéliard (en allemand, Mömpelgard). Aussi, l'enthousiasme fut grand lorsqu'il vint s'installer au château avec ses enfants. Ce prince, comme la tradition familiale l'exigeait, avait servi dans l'armée prussienne, et il avait épousé en 1735 la nièce du roi Frédéric II, Dorothée-Sophie, fille du margrave Frédéric-Guillaume de Brandebourg-Schwedt. Le couple eut douze enfants, huit garçons et quatre filles. Il allait plus tard être nommé « Staathalter » (gouverneur) à vie de la principauté par son frère. Il s'enfuit avec sa famille dans le Wurtemberg à la suite des événements de la Révolution française qui conduisent à l'annexion de la principauté par la France révolutionnaire. Montbéliard est d'abord rattaché au département de la Haute-Saône et devient chef-lieu d'un district le 11 octobre 1793. Charles II Eugène, meurt 13 jours plus tard, le 24 octobre 1793 à Hohenheim où il s'était réfugié. Il est le dernier duc de Wurtemberg à régner sur la principauté de Montbéliard avant son annexion à la France. Mort sans enfants et bien qu'il ait eu une postérité nombreuse mais illégitime, son frère Louis-Eugène lui succède.
Parmi ses enfants naturels, il eut avec Eleanore Franchi, d'une imense beauté, une fille prénommée Eléonore, et faite baronne de Franquemont (1771-1833) : elle épousa le général Albert Gaspard Grimod d'Orsay, et est la mère du dandy Alfred d'Orsay.
Charles II Eugène fut un temps le protecteur du grand écrivain Schiller et de nombreux artistes tels Johann Gotthard von Müller.
En 1761, il fonde l'Académie des beaux-arts (de) et en 1770, la Hohe Karlsschule, l'académie militaire.